# Domenicano Tondi
Domenicano Tondi, noto anche con lo pseudonimo di Mimmi (Zollino, 24 febbraio 1885 – 6 dicembre 1965), è stato uno scrittore e poeta italiano, di lingua grica.

## La vita
Nacque a Zollino, piccolo paese vicino a Lecce, il 24 febbraio 1885 da una famiglia di origine contadina che parlava esclusivamente il grico (l'italiano era all'epoca conosciuto solo dalle persone più colte) e fu l'unico di otto figli a frequentare gli studi, perché i suoi genitori volevano avviarlo al sacerdozio.
Per il suo lavoro (arrivò il ruolo di Direttore Capo della Casse di risparmi postali) dovette più volte lasciare Zollino e trasferirsi in varie città italiane.
Conobbe tra gli altri Vito Domenico Palumbo, dal quale apprese la conoscenza del greco parlato e col quale strinse un profondo legame, lo studioso Petros Kalonaros e il famoso scrittore greco Demetrio Lambikis.
Conobbe anche l'illustre glottologo tedesco Gerhard Rohlfs, ricercatore di fama internazionale e autore di importanti studi sul grecanico-salentino.
Domenicano Tondi è stato uno dei primi studiosi di grico a dare alla lingua una corretta ortografia: il fatto di essere parlato da persone analfabete o poco istruite, infatti, ha fatto sì che alla lingua grica fosse riservata a una produzione quasi esclusivamente orale, che col tempo rischia di andare perduta.
Tondi aveva capito che una lingua discendente dall'antico greco si sarebbe dovuta scrivere in caratteri ellenici, seguendo almeno in parte, le regole della grammatica neo-greca.
La sua opera principale, "Glossa. La lingua greca del Salento", del 1935, è un testo didattico, contenente una buona grammatica. Tondi scelse un sistema che dava importanza all'origine etimologica dei vocaboli, piuttosto che alla pronuncia: introdusse quindi x e ps, la th per le t e s derivate dal theta, trasformò il suono ddh riducendolo in ll. Questo rese il suo grico scritto diverso da quello parlato. La sua opera fu rivoluzionaria e forse rimase ineguagliata fino a oggi. Oltre alla grammatica, nel libro di Tondi si trovano anche saggi, traduzioni in grico di moltissime opere di Giosuè Carducci, Victor Hugo, Euripide, Dante e molti altri autori, di preghiere, di parabole, e della messa stessa. Domenicano Tondi ha composto anche diverse opere in versi e in prosa su tematiche della vita quotidiana.
Insieme a Rohlfs sostenne la tesi dell'origine magno-greca con sovrapposizioni bizantine dei dialetti calabro-salentini contro quella sostenuta dall'amico prof. Petros Kalonàros, che faceva derivare questi dialetti dal Medioevo con l'esclusione di qualche residuo magno-greco.
Elaborò anche un progetto per arginare la lenta ma inesorabile scomparsa della lingua grica attraverso il coinvolgimento della scuola e della chiesa. Sosteneva, infatti, che fosse necessario rendere obbligatori lo studio del grico nelle scuole e la lettura domenicale del Vangelo in grico oltre che in italiano. Sognava, in definitiva, una Grecìa Salentina bilingue.
Tenne un intenso rapporto epistolare con vari studiosi locali, con i quali scambiava informazioni sui risultati delle ricerche. A don Mauro Cassoni, inviò copia di un "libro sacro" che aveva scritto e che non venne mai pubblicato, per circostanze impreviste.
Morì il 6 dicembre 1965.

## Domenicano Tondi e la lingua grica
Così il Tondi si esprimeva riguardo alla necessità di conservare e valorizzare l'antica lingua neogreca:
...vorrei vederla riconosciuta, amata, onorata, perché la lingua di Atene non è lingua straniera per Roma... Roma non ebbe vergogna di scrivere e far conoscere che, se essa aveva vinta la Grecia con le armi, la vinta Grecia vinse Roma con le arti e con le lettere sue. Greci siamo, ma da tremila anni in Italia stiamo... greco parliamo, ma non perché siamo stranieri, ma perché siamo la più vecchia gente del luogo. Coloro che van dissotterrando mura e colonne vengano nella Grecìa Salentina. Specchie, menhirs, dolmen restano mute testimonianze d'un lontano tenebroso passato; teatri, colonne e vasi sono gli avanzi di Atene e di Roma, muti anche questi. Ma nel cuore del Salento, nei Tredici paesi, che ieri eran nove e oggi son otto, e non sappiamo domani quanti ne rimarranno, esiste e risuona, con la sua vecchia armonia, una testimonianza viva, la divina lingua dell'Idomeneo, che i venti sospinsero ai verdi prati di Leuca e d'Otranto, nello stesso tempo in cui un altro Uomo, da altri venti sospinto raccoglieva le vele ne le placate acque Tirrene...